# Silene uniflora
Silene uniflora is een overblijvende plant uit de anjerfamilie (Caryophyllaceae).

## Kenmerken
De plant is kruidachtig, 10 tot 20 (40) cm hoog, en lijkt wel wat op de blaassilene (Silene vulgaris), maar heeft meestal solitaire bloemen. Doorgaans stoelt de plant uit, en is hij bodembedekkend. De bladeren zijn breed lancetvormig, kaal, grijsgroen, en blauw berijpt. Ze zijn tegenoverstaand, de bladparen zijn kruislings aan de stengel geplaatst. De tot 2,5 cm grote bloemen zijn wit, zelden roze, met vijf aan de top diep ingesneden kroonbladen. De vijf kelkbladen zijn vergroeid tot een sterk opgeblazen onbehaarde kelkbuis, met 20 nerven. De bloeitijd is van juni tot augustus.

## Voorkomen
Silene uniflora is een soort van rotsachtige zeekusten, hier en daar van hoger in de bergen. De soort komt hoofdzakelijk voor in IJsland, de West-Europese kusten van de Atlantische Oceaan, de kusten van de Oostzee, Madeira en de Azoren. Langs de Belgische, Nederlandse, Duitse en Deense Noordzeekust ontbreekt de soort.

## Naamgeving
Door Albrecht von Haller werd de soort in 1753 genoemd als "Viscago maritima", maar de namen in dat werk zijn niet beschikbaar. In 1786 werd de soort als Cucubalus alpinus beschreven en benoemd door Jean-Baptiste de Lamarck. In het geslacht Silene is die naam echter al bezet (Silene alpina Gray (1821) = Silene acaulis (L.) Jacq. (1762) ). De soort kreeg in 1794 van Albrecht Wilhelm Roth de naam Silene uniflora, de oudste beschikbare naam in Silene. In 1796 gaf William Withering de soort nogmaals een nieuwe naam: Silene maritima. Die was gebaseerd op "Lychnis maritima repens" uit deel 5 van Flora Danica, van 1782, een naam in de stijl van vóór Linnaeus, dus geen geldige botanische naam, maar vergezeld van een goede afbeelding. Pas in 1827 stelde Jens Wilken Hornemann een lijst van binomiale namen op voor de soorten die in Flora Danica waren afgebeeld, waarbij hij deze soort de naam Viscago maritima gaf.
Als gevolg van de moeilijk te doorgronden verwantschappen van soorten in het complex Silene, Lychnis en aanverwante, werd deze soort, als uniflorus/uniflora, alpinus/alpina en maritimus/maritima in de loop der tijd in de geslachten Cucubalus, Viscago, Behen, Wahlbergella, Behenantha en Oberna geplaatst.

### Synonymie
- Cucubalus alpinus Lam. Encyclopedie Methodique. Botanique 2(1): 220 (1786)
  - Silene alpina (Lam.) E.Thomas Catalogue des plantes suisses qui se vendent chez Emmanuel Thomas: 45 (1837), nom. illeg.
  - Behen alpinus (Lam.) Gușul. Flora Reipublicae Popularis Romanicae 2: 140 (1953)
  - Oberna alpina (Lam.) Ikonn. Novosti Sistematiki Vysshikh Rastenii 13: 119 (1976)
- Silene uniflora Roth Annalen der Botanik (Usteri) 10: 46 (1794)
  - Behen uniflorus (Roth) Link Handbuch zur Erkennung der nutzbarsten und am häufigsten vorkommenden Gewächse: 2: 245 (1831)
  - Wahlbergella uniflora (Roth) Fr. Botaniska Notiser 1843(9): 143 (1843)
  - Behenantha uniflora (Roth) Ikonn. Novosti Sistematiki Vysshikh Rastenii 12: 199 (1975)
  - Oberna uniflora (Roth) Ikonn. Novosti Sistematiki Vysshikh Rastenii 13: 120 (1976)
- Silene maritima With. An Arrangement of British Plants, ed. 3, 2: 414 (1796)
  - Viscago maritima (With.) Hornem. Nomenclatura florae danicae: 38 (1827)
  - Behen maritimus (With.) Link Handbuch zur Erkennung der nutzbarsten und am häufigsten vorkommenden Gewächse: 2: 245 (1831)
  - Cucubalus maritimus (With.) Lam. Encyclopedie Methodique. Botanique 2(1): 220 (1786)
  - Silene vulgaris subsp. maritima (With.) Á.Löve & D.Löve Botaniska Notiser 1961: 116 (1961)
  - Oberna behen subsp. maritima (With.) Soják Časopis Národního Muzea v Praze, Rada Přírodovědna 153(4): 216 (1986)
- Cucubalus littoralis Pers. Synopsis plantarum 1: 496 (1805)
- Silene montana Arrond. Bulletin de la Société polymathique du Morbihan 1863(1): 58 (1863)
- Silene bastardii Boreau ex J.Lloyd Flore de l'Ouest de la France ed. 3: 4 (1878)
- Silene commutata Bertero ex Nyman Conspectus Florae Europaeae 1: 88 (1878), nom. illeg.

### Ondersoorten
- Silene uniflora subsp. uniflora, met blauwgroene lijn-lancetvormige bladeren
- Silene uniflora subsp. petraea (C.Hartm.) Jonsell & H.C.Prent., in Zweden
- Silene uniflora subsp. thorei (Dufour) Jalas (= Silene thorei Dufour), in Noord-Spanje en in West-Frankrijk, met breed-elliptische bladeren die niet of nauwelijks blauwgroen zijn